# Geastrum mirabile
Geastrum mirabile är en svampart som beskrevs av Mont. 1855. Geastrum mirabile ingår i släktet jordstjärnor och familjen jordstjärnor.   Inga underarter finns listade i Catalogue of Life.